# セルヒオ・サンチェス (陸上選手)
セルヒオ・サンチェス・マルティネス（Sergio Sánchez Martinez、1982年10月1日 - ）はスペインの陸上競技選手、専門は中・長距離走。レオン県ラ・ポラ・デ・ゴルドン出身。
1999年世界ユース陸上競技選手権3000mでは16位、2008年世界室内陸上競技選手権3000mでは8位となった。2009年12月、ベンタ・デ・バーニョス国際クロスカントリー大会では、ジョセフ・エブヤ以下を抑えて優勝。その中にはクロスカントリーの2009年ヨーロッパ王者アレマヤフ・ベザベ（en:Alemayehu Bezabeh）も含まれていた。
2010年2月13日バレンシアで開催された室内競技会（Reunión Internacional Ciudad de Valencia）3000mにおいて7分32秒41の記録で優勝、また男子室内3000mのヨーロッパ記録を7年ぶりに更新した。従来の記録はアルベルト・ガルシア・フェルナンデス（スペイン）が2003年に樹立した7分32秒98であった。3月14日ドーハで開催された世界室内陸上競技選手権男子3000mでは、終盤ラストスパートで追い上げてタリク・ベケレを交わし、7分39秒55の記録でバーナード・ラガトに次ぐ2位となった。

## 記録
- 室内
  - 1500m - 3分40秒63（2008年）
  - 2000m - 4分52秒90（2010年）
  - 3000m - 7分32秒41（2010年） ヨーロッパ記録
- 屋外
  - 1500m - 3分39秒79（2004年）
  - 3000m - 7分45秒51（2009年）
  - 5000m - 13分12秒97（2011年）
  - 10000m - 28分25秒22（2010年）

## 参考資料・外部リンク
- セルヒオ・サンチェス - ワールドアスレティックスのプロフィール（英語）